# Sthenurus
Sthenurus – wymarły rodzaj ssaków niższych z podrodziny Sthenurinae w obrębie rodziny kangurowatych (Macropodidae). Znany ze stanowisk w Australii rodzaj Sthenurus występował w czasie trwania epok pliocenu i plejstocenu (5,3–0,019 mln lat temu).

## Etymologia
Sthenurus: gr. σθενος sthenos ‘siła’; ουρα oura ‘ogon’. 

## Systematyka
Rodzaj Sthenurus jako takson monofiletyczny z rodziny kangurowatych wykazuje synapomorfie z rodzajami Simosthenurus i Procoptodon. Różni się od nich lepiej wykształconymi zębami trzonowymi, które były wyższe i bardziej masywne (tzw. hypsodontyzm) niż u rodzajów Simosthenurus i Procoptodon.

### Podział systematyczny
Współcześnie w obrębie rodzaju Sthenurus wyróżnia się kilka gatunków:
- ‬Sthenurus andersoni Marcus, 1962
- ‬Sthenurus atlas (R. Owen, 1838)
- ‬Sthenurus murrayi Prideaux, 2004
- ‬Sthenurus notabilis Bartholomai, 1963
- ‬Sthenurus stirlingi Wells & Tedford, 1995
- ‬Sthenurus tindalei Tedford, 1966

## Morfologia
Gatunki z rodzaju Sthenurus osiągały do 3 m długości ciała, masa wahała się w przedziale 50–100 kg; charakteryzował się występowaniem tylko jednego, dużego palca zamiast trzech, jak u współcześnie żyjącego gatunku kangura rudego. Dodatkowo w tylnej części palca został wykształcony paznokieć przypominający kopyto, który w połączeniu z elastycznymi więzadłami występującymi między kościami stóp zwiększał prędkość lokomocji zwierzęcia. Ogon w przeciwieństwie do dzisiejszych gatunków kangurów był krótszy, ale za to mocniej umięśniony.
W przeciwieństwie do współcześnie żyjących kangurów, kangury z rodzaju Sthenurus posiadały większe kończyny tylne, szersze biodra oraz dłuższe kości ramion i paliczków. Paliczki dzięki swojej budowie umożliwiały przytrzymywanie gałązek i łodyg w trakcie żerowania.

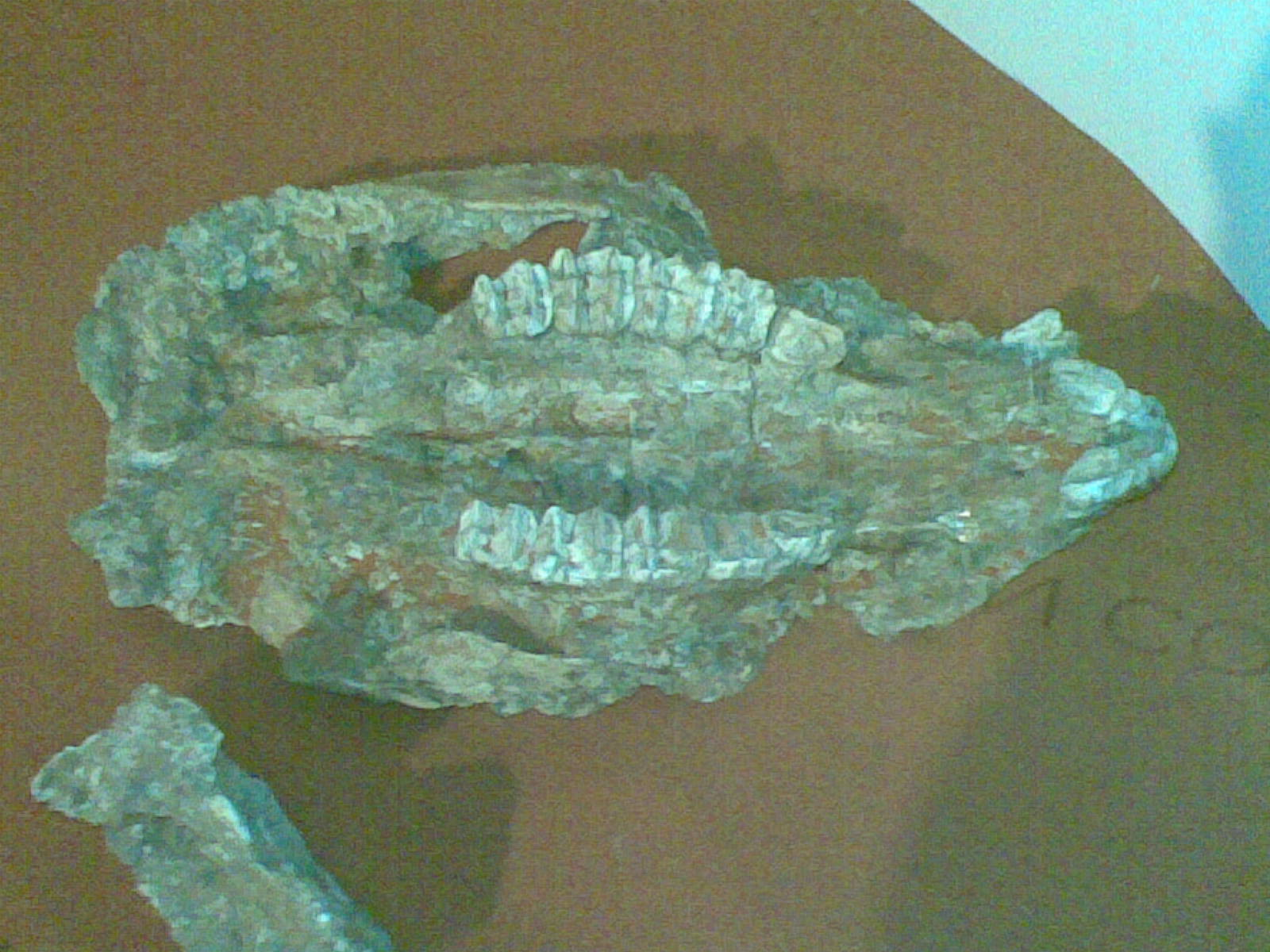
Podniebienie Sthenurus sp. (Museum Victoria)

Budowa czaszki kangurów z rodzaju Sthenurus sugeruje na podstawie ułożenia oczodołów, które były skierowane do przodu, zdolność widzenia stereoskopowego. Widzenie stereoskopowe umożliwiało widzenie głębi, a więc i umiejętność oceniania odległości.

### Uzębienie
Zęby były wysokie i masywne oraz posiadały grubą pokrywę szkliwa, które były przystosowane do rozcierania twardolistnej roślinności.

## Paleobiologia
Badania przeprowadzone przez Monash University pod kierownictwem dr. Darrena R. Gröcke pozwoliły ustalić skład diety kangurów z rodzaju Sthenurus. Badania zostały przeprowadzone na podstawie kolagenu pochodzącego ze skamieniałości odkrytych na stanowiskach paleontologicznych zlokalizowanych w stanie Australia Południowa. Zostały wykonane przy użyciu analizy stabilnych izotopów węgla: 12C i 13C. Na podstawie starszych próbek pochodzących ze stanowisk nad Cooper Creek stwierdzono, że kangury z rodzaju Sthenurus odżywiały się liśćmi oraz gałązkami. Starsze skamieniałości pochodzą z okresu 132 000 – 108 000 lat temu (datowanych za pomocą metod TL i uranowej), wówczas panował wilgotny klimat, który przyczynił się do rozwinięcia zróżnicowanej szaty roślinnej.
Skamieniałości pochodzące z Baldina Creek datowane na 30 000 lat (za pomocą metody radiowęglowej) wykazują, że głównym składnikiem diety Sthenurus była roślinność trawiasta. W tym okresie panował suchy klimat, który przyczynił się do rozprzestrzenienia roślinności trawiastej z nielicznymi drzewostanami. Jednocześnie na stanowiskach z Dempsey's Lake (datowane na 36 000 – 25 000 lat temu) oraz Rockey River (datowane na 19 000 lat temu) dieta kangurów z rodzaju Sthenurus była mieszana, w jej skład wchodziły zarówno liście i gałązki, jak i źdźbła trawy. Wskazuje to na fakt okresowego występowania wilgotniejszego klimatu.
Rodzaj Sthenurus współistniał razem z człowiekiem rozumnym, kangurem rudym oraz z wymarłymi rodzajami Diprotodon i Genyornis.

### Relacje z człowiekiem
Rodzaj Sthenurus istniał od najstarszego wieku pliocenu tj. zanklu, który rozpoczął się około 5,3 mln lat temu aż do końca plejstocenu – około 19 000 lat temu. Człowiek zasiedlił Australię około 40 000 lat temu. Z dowodów zebranych w Cuddie Springs (Nowa Południowa Walia) wiadomo, że aborygeni australijscy zamieszkiwali to samo siedlisko, co kangury z rodzaju Sthenurus. Na stanowisku w Cuddie Springs odkryto narzędzia służące do cięcia mięsa oraz kości zwierząt, natomiast nie zachowały się żadne narzędzia służące do polowań. Jednak odkryto złamaną i spaloną kość udową, która została przypisana rodzajowi Sthenurus. Na stanowisku w Cuddie Springs znaleziono skamieniałości przypisywane do dwóch gatunków z rodzaju Sthenurus: S. andersoni i S. tindalei.